# Dordogne (rivière du Pas-de-Calais)
Pour les articles homonymes, voir Dordogne.
La Dordogne, appelée aussi Dordonne, dans le département français du Pas-de-Calais, en région Hauts-de-France, est une rivière, avant-dernier affluent en rive droite de la Canche.

## Géographie
Son cours fait 9,9 km de long, et comporte notamment deux moulins à Longvilliers.
Il convient de ne pas la confondre avec la Dordogne qui se jette avec la Garonne dans l'estuaire de la Gironde et qui donne son nom à un département du sud-ouest de la France.

### Communes et canton traversés
Dans le seul département du Pas-de-Calais, la Dordogne traverse les quatre communes, dans le sens amont vers aval, de Cormont (source), Longvilliers, Maresville, Brexent-Enocq (confluence).
Soit en termes de cantons, la Dordogne prend sa source et conflue dans le même canton d'Étaples, dans l'arrondissement de Montreuil.

## Affluent
La Dordogne a  un tronçon affluent référencé : 
- Les Chartroux (rg), 4,5 km sur les deux communes de Longvilliers (source) et Maresville (confluence).

### Rang de Strahler
Donc le rang de Strahler de la Dordogne est de deux.